# Acalolepta minima
Acalolepta minima es una especie de escarabajo longicornio del género Acalolepta, tribu Monochamini, subfamilia Lamiinae. Fue descrita científicamente por Breuning en 1939.
Se distribuye por Indonesia. Mide aproximadamente 6 milímetros de longitud.